# Premio Guillem Nicolau
El premio «Guillem Nicolau» es un certamen literario en lengua catalana convocado con periodicidad anual por el Departamento de Cultura del Gobierno de Aragón para fomentar y difundir la creación literaria en catalán. El premio se otorga por una obra literaria inédita en cualquier género (narrativa, poesía, teatro, ensayo, traducción, etc.) que se tiene que presentar explícitamente según la convocatoria del premio. El nombre del premio es en honor del humanista aragonés del siglo XIV Guillem Nicolau.

## Ganadores del Premio Guillem Nicolau
- 1993 (como Premi Arnal Cavero): Seminario de Filología Románica de la Universidad de Heidelberg.
- 1995: Màrio Sasot Escuer.
- 1997: Juli Micolau i Burgués, por Manoll.[1]
- 1998: Hèctor B. Moret.
- 1999: Josep San Martín Boncompte.
- 2002: Susanna Barquín, por L'aventura del desig.
- 2003: Xavier Terrado, por Mediterrània/Diàleg de la cordialitat.[2]
- 2004: José Miguel Gràcia Zapater, por Vers a vers a Barcelona.[3]
- 2006: Susana María Antolí Tello, por Tornem a ser menuts!.
- 2007: José Miguel Gràcia Zapater, por Dietari en groc.
- 2008: Juli Micolau i Burgués, por De un sol esclop.
- 2009: Marta Momblant Ribas, por la venta de l'hereva.
- 2010: Mercedes Llop Alfonso, por Ressó en l'obscuritat.[4]
- 2011: Carles Terès Bellès, por Licantropia.
- 2017: Mario Sasot Escuer, per Espills Trencats.[5]
- 2018: Marta Momblant Ribas per Arbàgel. Un revolt d’amor.[6]
- 2010: Merxe Llop Alfonso, por Ressó en l'obscuritat.[7]
- 2011: Carles Terés, por Licantropia.
- 2017: Mario Sasot Escuer, por Espills Trencats.[8]
- 2018: Marta Momblant Ribas, por Arbàgel. Un revolt d’amor.[9]
- 2020: Merxe Llop Alfonso, por Sílverti.[10]
- 2021: Lluis Rajadell Andrés, por Terra Agra.[11]
- 2022: Marta Momblant Ribas, por Dona lletra aigua.[12]